# 調淡海
調 淡海（つき の おうみ）は、飛鳥時代から奈良時代にかけての貴族。姓は首のち連。位階は正五位上。

## 出自
調氏（調首）は百済系渡来氏族で、応神朝に帰化した百済人の努理使主の後裔とする。さらに根源を遡ると、努理使主の祖先は中国周人となる。租税の一つである調の管理・徴収に従事したことが由来とされる。

## 経歴
天武天皇元年（672年）6月に大海人皇子は近江朝廷に対する反乱を決意し、24日に吉野宮を発って東に向かった。そのときはじめに付き従うものは、二人の子と舎人二十数人と女官十数人だけであった。調首淡海はその舎人の中にいた。その後の乱での活動については伝えられない。乱の終結後に『調連淡海日記』を書く。これは現在でいう日記ではなく、回想録にあたると考えられている。散逸して現存しないが、その一部が『釈日本紀』の中に引用された。
大宝元年（701年）9月18日に文武天皇は紀伊国に行幸し、10月8日に武漏温泉に着いた。調淡海がこれに従ったことが『万葉集』に採録された和歌から知られる。
元明朝の和銅2年（709年）従五位下に叙爵し、和銅6年（713年）従五位上に叙せられる。元正朝の養老7年（723年）正五位上に至る。長命を保って聖武朝まで仕え、神亀4年（727年）には聖武天皇の皇子基王誕生を祝って五位以上に綿が与えられた際に、累世の家の嫡子で五位以上のものに絁（あしぎぬ）10疋が加えられたが、調淡海と大倭五百足は高齢を理由に特別にこの特典に浴している。

## 官歴
『続日本紀』による。
- 時期不詳：正六位上
- 和銅2年（709年） 正月9日：従五位下
- 和銅6年（713年） 4月23日：従五位上
- 養老7年（723年） 正月10日：正五位上（越階）
- 神亀4年（727年） 11月2日：賜絁10疋及綿